# Il templario

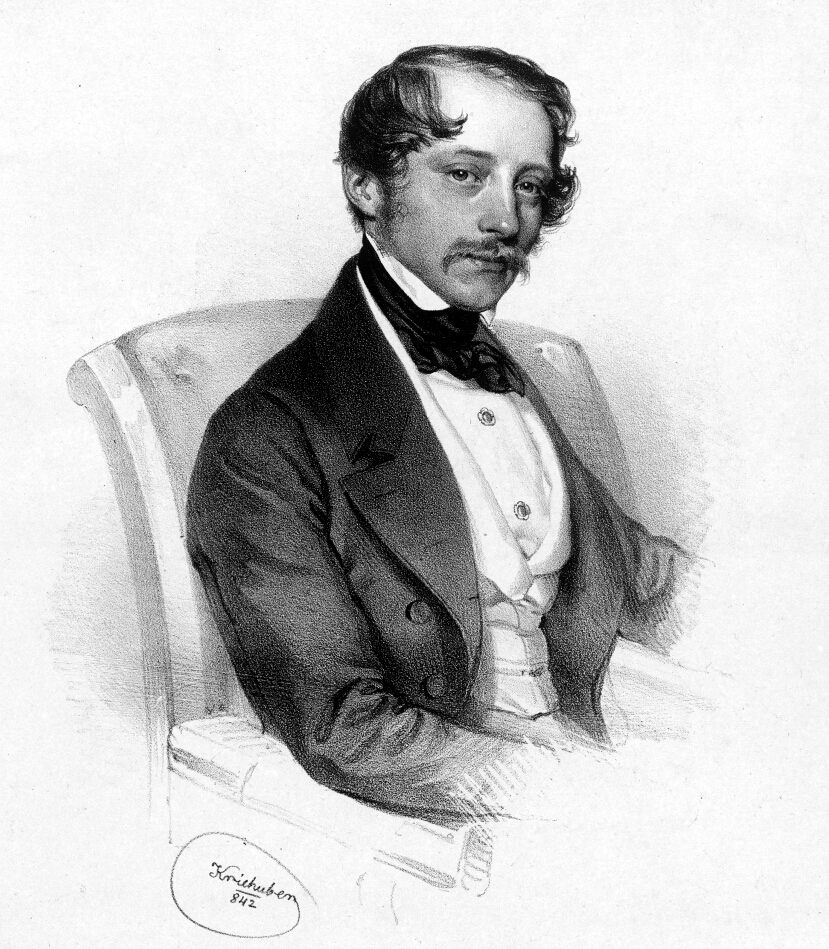
Otto Nicolai – deutscher Komponist

Il templario (deutsch: Der Templer) ist eine Oper in drei Akten von Otto Nicolai auf ein Libretto von Girolamo Maria Marini, das auf den Roman Ivanhoe von Walter Scott zurückgeht. Die Uraufführung erfolgte im Teatro Regio in Turin am 11. Februar 1840.

## Werkgeschichte
Nicolais Oper hat eine komplexe Entstehungsgeschichte. Schon vor der Turiner Premiere wurde sie grundlegend umgearbeitet, insofern das ursprünglich vorgesehene lieto fine durch ein tragisches Ende ersetzt wurde. Dies bedingte, dass Nicolai bei fast allen Folgeaufführungen, die er selbst dirigierte, weitere Änderungen vorgenommen hat. Der bei Lucca in Mailand erschienene Klavierauszug stellt in dieser Hinsicht nur eine Zwischenstufe dar.
Bei der Uraufführung am 11. Februar 1840 im Teatro Regio in Turin sangen Pio Botticelli (Cedrico), Lorenzo Salvi (Vilfredo), Luigia Abbadia (Rovena), Eutimio Polonini (Luca), Cesare Badiali (Briano), Achille Bassi (Isacco), Antonietta Marini Raineri (Rebecca), Angela Villa (Emma) und Antonio Bruni (Gualtiero).
Die Oper war für damalige Verhältnisse ein Welterfolg und erlebte mehr als siebzig Inszenierungen. Lediglich im deutschen Sprachraum konnte sie sich gegen Heinrich Marschners Der Templer und die Jüdin nicht durchsetzen, obschon Nicolai selbst das Werk am 20. Dezember 1845 in einer deutschen Übersetzung des Librettos von Siegfried Kapper (Der Tempelritter) neu herausgebracht. Eine von der Reichsstelle für Musikbearbeitung geplante Bearbeitung unter dem Titel Die Sarazenin konnte kriegsbedingt nicht mehr fertiggestellt werden.
Lange Zeit galt die Oper als unaufführbar, insofern die einzig bekannte Partitur 1943 in Berlin verbrannt war. Inzwischen hat der Musikwissenschaftler Michael Wittmann vier weitere Abschriften entdeckt und zu einer kritischen Edition zusammengefasst. Die erste Wiederaufführung erfolgte 2008 an der Oper in Chemnitz; eine weitere Aufführung erfolgte 2016 bei den Festspielen in Salzburg.
Nicolais Il templario gehörte zusammen mit Saverio Mercadantes La vestale und Giovanni Pacinis Saffo zu den drei großen Opernerfolgen der italienischen Opernsaison 1840. Diese bildeten den Rahmen, innerhalb dessen sich das Schaffen des jungen Giuseppe Verdi bewegte. Über diesen musikhistorischen Aspekt hinaus verfügt Nicolais Templario aber auch noch über einen hochaktuellen Plot, insofern die tragische Wendung der Oper hier aus der Dialogunfähigkeit der beteiligten Nationen und Religionen resultiert, die zwar untereinander aber nicht miteinander kommunizieren. Insofern handelt es sich um eine Parabel über die Schwierigkeit einer multikulturellen Gesellschaft.

## Edition
Otto Nicolai: Il templario. Editio princeps. Vorgelegt von Michael Wittmann. 3 Bände, Berlin 2008.